# La Visitation-de-l'Île-Dupas
La Visitation-de-l'Île-Dupas es un municipio canadiense situado en la provincia de Quebec.

## Superficie
La Visitation-de-l'Île-Dupas tiene una superficie de 28,15 km².

## Demografía
En 2021, tenía 684 habitantes, una densidad poblacional de 24,3 hab./km², y 338 viviendas.